# Musée des Émile vignerons
Le musée des Émile vignerons ou musée vinicole des Émile vignerons est un site de visite ouvert au public situé à Cazouls-lès-Béziers (Hérault).

## Description

### Historique
Situé au « Domaine Castan », le musée est créé en 2006 par André Castan, vigneron éleveur et directeur des lieux,, dont la famille est propriétaire viticole depuis sept générations. Il rend hommage aux Émile : Émile Castan et Émile Caussanel, l’un grand-père d’André, l’autre celui de son épouse, Monique.
Le couple acquiert un chai datant de 1914 dans une ancienne bâtisse construite en 1884. L'architecture des lieux est typiquement vigneronne, elle est construite avec des pierres de carrières du Biterrois et une charpente robuste pour une protection et une isolation des six cuves d’origine. Ces dernières sont entièrement rénovées en 1993. L'acquisition de la maison vigneronne, de l’espace de stockage et des dépendances voisins permettent de reconstituer l’ancien domaine viticole cazoulin.
En 2012, une journée portes ouvertes est organisée, les visiteurs peuvent découvrir le musée, un espace pique-nique est aménagé et une visite guidée des terroirs est commentée. L'année suivante, il participe aux « 100 ans de protection » des Journées européennes du patrimoine.
En début d'année 2014, un dossier dédié aux musées thématiques est publié dans une parution régionale, le site dénombre 5 000 visiteurs par année et représente un des deux domaines héraultais portant le label de certification encadré par le Ministère de l’Agriculture : Haute Valeur Environnementale (HVE). Le label évolue vers la nouvelle dénomination CAB pour « en Conversion vers l'Agriculture Biologique », durant l'année 2018. De cette même année, le musée est cité en référence dans un guide dédié à l'œnotourisme.

### Naissance du musée
À partir d'une collection d'outils familiaux, la passion pour la recherche et la découverte de nouveaux objets et outils à vite pris le dessus et ainsi est née l'idée du musée dans un esprit de partage d'une passion et d'un désir de faire connaître et transmettre aux générations suivantes les méthodes d’antan,.
Réparti sur une surface de 450 m2, il retrace les procédés d'élevage de la vigne et de la vinification du vin au fil des saisons et des différents travaux avec une collection de plusieurs milliers d'outils datant de 1800 à 1990,.

### Visite des lieux
Parmi les objets exposés, on peut retrouver des outils destinés à la taille et noter l'évolution des outils :
- les outils de tailles ;
- les pulvérisateurs ;
- les outils de traitements ;
- le labourage ;
- les outils de vinification ;
- la tonnellerie ;
- des tire-bouchons[12].

L'espace est reconstruit dans le style 1900, avec l'aménagement d'une « cuisine et chambre du vigneron » et une mini-plantation de vigne,. 
Une balade permet d'accéder à la découverte des trois terroirs liés au domaine. Ils sont issus d'une agriculture raisonnée, suivi par une certification à Haute Valeur Environnementale (HVE) et répartis sur une superficie de 37 hectares sous l'appellation « Coteaux-du-languedoc », dont le domaine est médaillé par deux fois. Posé sur un sol caillouteux rouges et peu profonds caractéristique des terres du plateau du Larzac, des vignes âgées d'un demi siècle, en 2018, sont plantées avec des cépages de syrah et de grenache noir.
Plusieurs formules de visites sont élaborées : Libres ou guidées, individuelles ou en groupes et/ou encadrées par une équipe pédagogique.
Un espace de stationnement est aménagé pour accueillir les visiteurs.